# Herzegowina

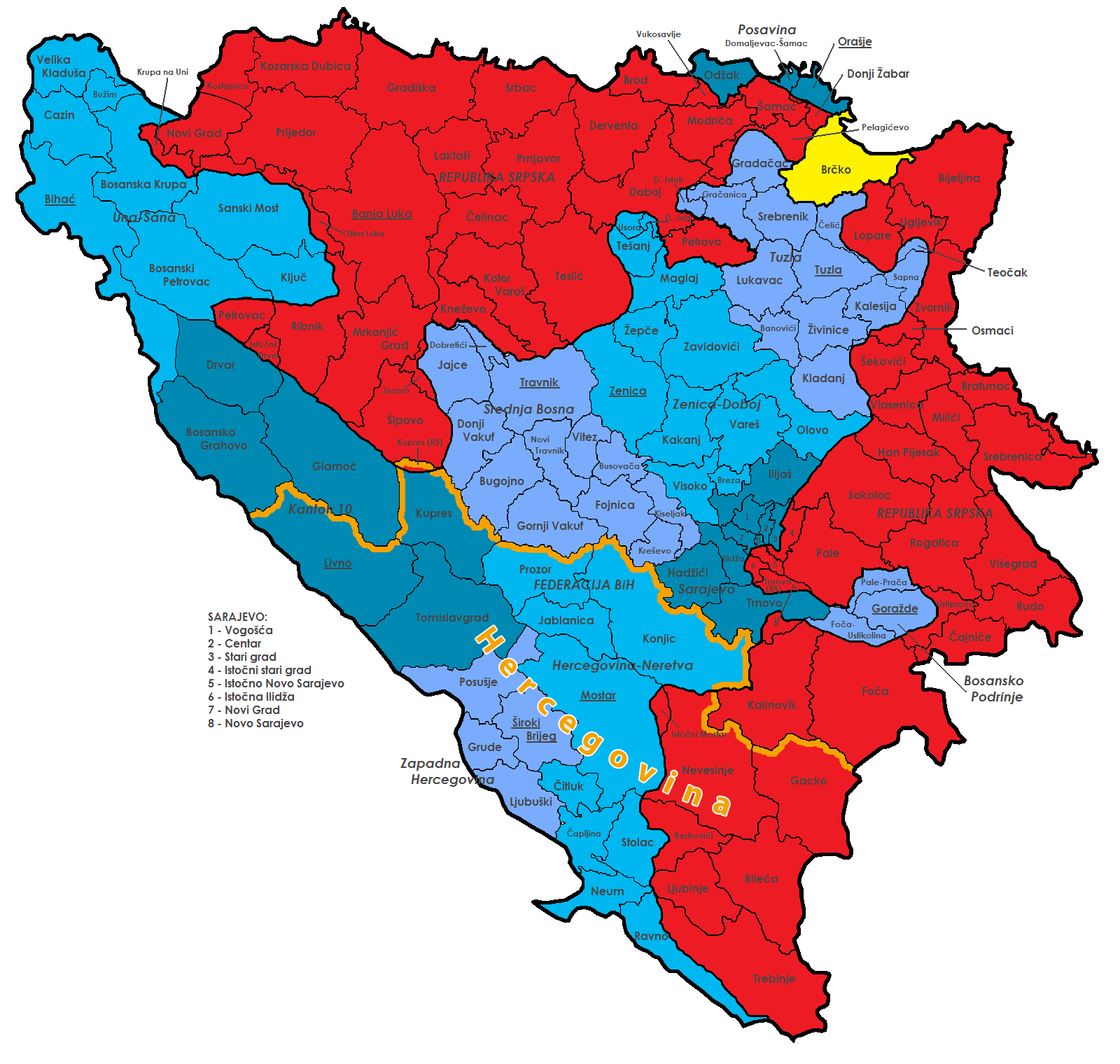
Die Herzegowina (orange begrenzt) mit einer Größe von über 12.000 km²; geografisch festgestellt nach den historischen, wirtschaftlichen, sozialen und kulturellen Beziehungen innerhalb der Verwaltungsgliederung von Bosnien und Herzegowina. Dargestellt sind die Föderation (blau) mit ihren Kantonen (verschiedene Schattierungen) und deren Hauptstädten, die Republika Srpska (rot), der Brčko-Distrikt (gelb) und alle Gemeinden.

Die Herzegowina (serbokroatisch Херцеговина Hercegovina) ist eine Region im Südwesten des Staates Bosnien und Herzegowina. Sie umfasst mit 12.276 km² etwa ein Viertel des Staatsgebiets, bei teils variabler Grenzziehung zu Bosnien. Der Hauptort Mostar liegt im Einzugsbereich des Flusses Neretva.
Geprägt vom Dinarischen Gebirge mit seiner Karstlandschaft und den eingelagerten fruchtbaren Tälern (Polje), grenzt die Herzegowina im Norden an Bosnien, im Süden und Südwesten an Kroatien und im Südosten an Montenegro. Einen Zugang zum Adriatischen Meer hat sie bei Neum.
Die Herzegowina ist seit dem Dayton-Abkommen von 1995 administrativ zwischen der Föderation Bosnien und Herzegowina im Westen mit überwiegend kroatischer Bevölkerung und der Republika Srpska im Osten mit überwiegend serbischer Bevölkerung geteilt, jeweils durchmischt von bosniakischen Bevölkerungsanteilen.
Die historische Landschaft entstand durch die Vereinigung der beiden Fürstentümer Zahumlje (Westen mit dem Neretvatal) und Travunien (Osten) unter dem Herrscher Sandalj Hranić Kosača († 1435). Sein ihm nachfolgender Neffe Stjepan Vukčić Kosača nahm im Jahr 1448 den Herzogstitel an, von dessen deutscher Bezeichnung Herzog (in den Landessprachen: herceg)  sich die Bezeichnung Hercegovina („Herzogsland“) ableitet. Dessen Herrschaftsgebiet, das Herzogtum des heiligen Sava (lateinisch Ducatus Sancti Sabae), wurde nach der Eroberung durch das Osmanische Reich (1465–1470) in türkischer Sprache mit Hersek Sancağı bzw. ab 1833 Hersek Eyaleti (Sandschak bzw. Eyâlet Herzegowina) sowie in deutscher Sprache auch als Türkisch(es) Dalmatien bezeichnet.

## Geographie

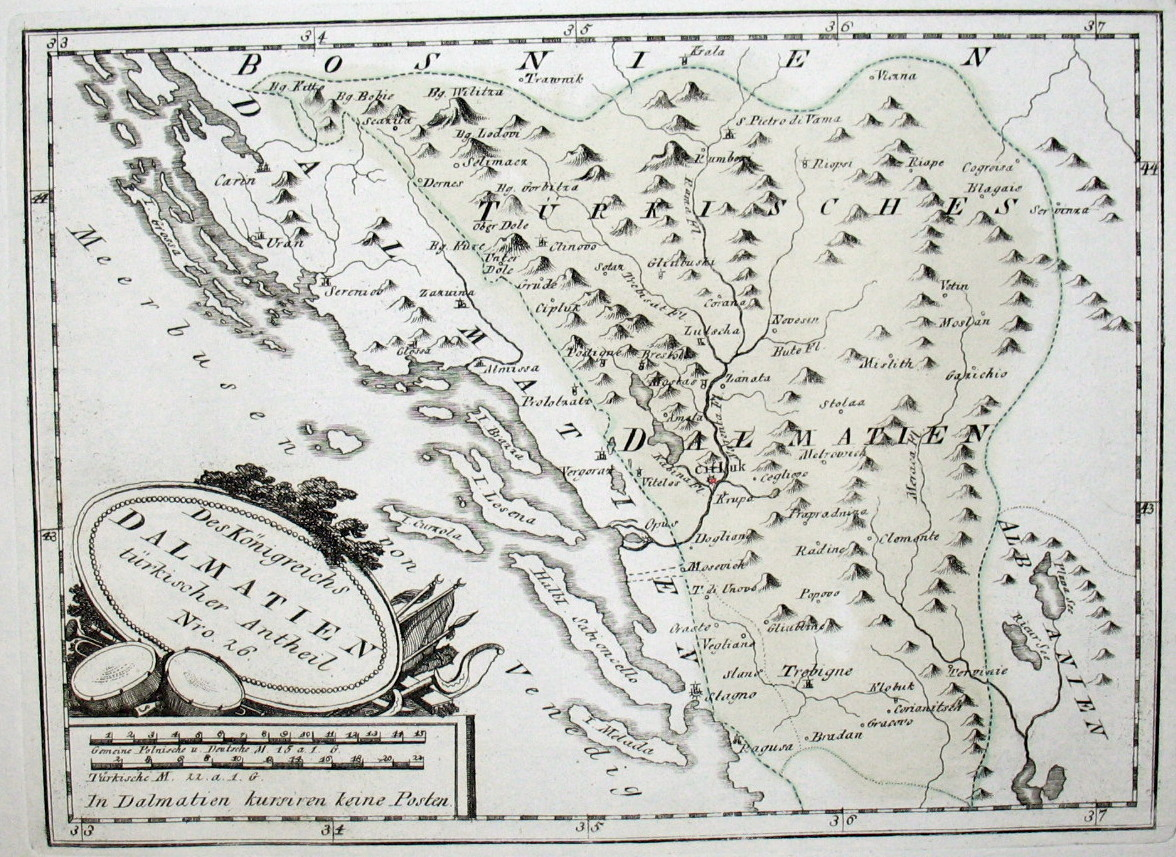
Die historische Herzegowina im Jahr 1791, bezeichnet als Türkisches Dalmatien (grün)

Das ursprüngliche Gebiet der Herzegowina umfasste noch im 19. Jahrhundert als Teil des Osmanischen Reiches die 15 Bezirke (Nahiya oder Kadiluks): Duvno (Županjac), Ljubuški, Konjic, Mostar, Blagaj, Počitelj, Stolac, Trebinje (mit Ljubinje), Nevesinje, Gacko, Nikšić, Foča, Čajniče, Plevlje (mit Kolašin), und Prijepolje. Seit dieser Zeit sind Randbezirke und Grenzlandschaften teils mit Montenegro (Grahovo, Banjani, Nikšić, Piva, Drobnjak und Šaranci), mit dem Sandschak Novi Pazar (Plevlje, Prijepolje, Bijelopolje und Kolašin) und mit Bosnien (Foča, Goražde, Čajniče und Duvno) vereinigt worden.
Das Gebiet der Herzegowina lässt sich gegenwärtig geografisch aufgrund von historischen, wirtschaftlichen, sozialen und kulturellen Kriterien feststellen. Danach gehören zur Herzegowina die Gemeinden Berkovići, Bileća, Čapljina, Čitluk, Gacko, Grude, Jablanica, Konjic, Kupres und Kupres (RS), Livno, Ljubinje, Ljubuški, Međugorje, Mostar und Istočni Mostar, Neum, Nevesinje, Posušje, Prozor-Rama, Ravno, Stolac, Široki Brijeg, Tomislavgrad sowie Trebinje. Die Nennung dieser Gemeinden (mit Ausnahme von Kupres) deckt sich mit dem im Jahr 1952 von der Nationalversammlung von Bosnien und Herzegowina verabschiedeten Gesetz über die Aufteilung des Territoriums der Volksrepublik Bosnien und Herzegowina; schon damals wurden die Gemeinden Tomislavgrad (damals Duvno) und Livno der Herzegowina zugeordnet. Im Großen geografischen Atlas Jugoslawiens 1987 wird die Region ebenfalls mit diesen vorgenannten Gemeinden (mit Ausnahme von Kupres) festgestellt.
Die Herzegowina ist ein bergiges Land, das durch die kargen Höhenzüge des Dinarischen Gebirges geprägt ist. Typisch sind ausgedehnte Karstlandschaften mit oasenartigen fruchtbaren Niederungen (polje). Das Klima ist mediterran beeinflusst, jedoch ist die Niederschlagsmenge größer als in anderen Regionen dieses Klimas. Die Winter sind mild; im Gegensatz etwa zum nördlich gelegenen Bosnien schneit es in den Tälern der Herzegowina nur selten. Die Sommer sind besonders im Juli und August trocken und heiß.

### Berge

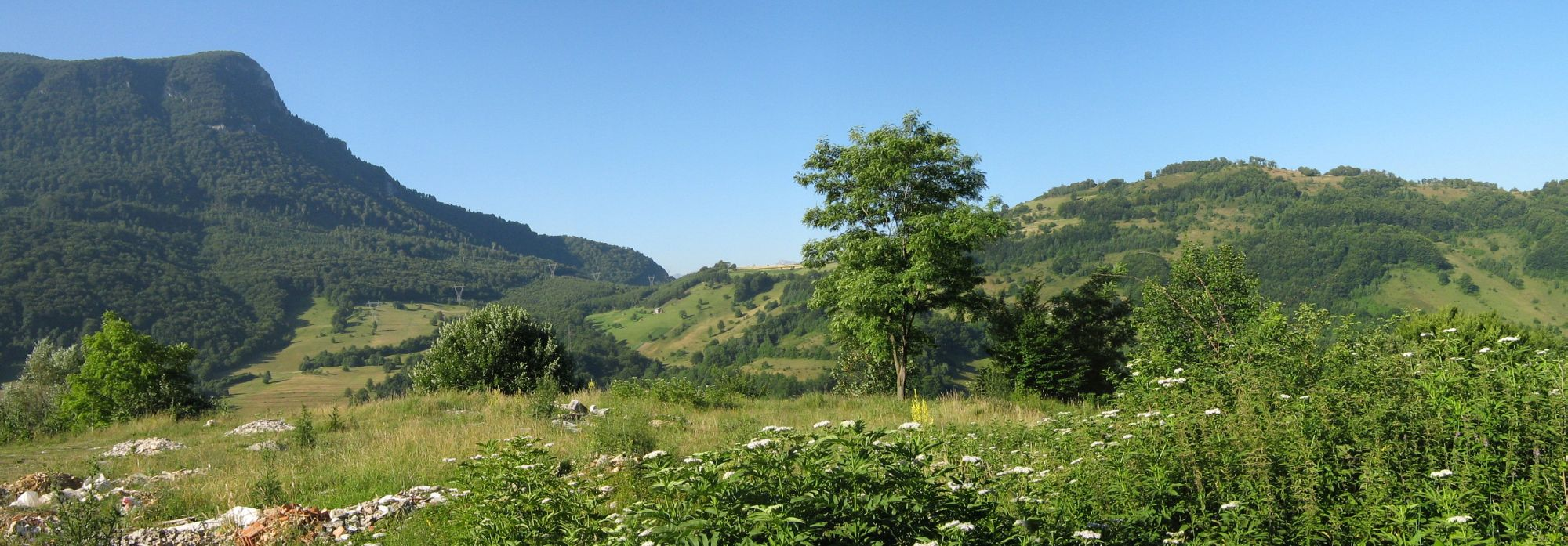
Herzegowinische Landschaft an der Grenze zu Bosnien (bei Konjic zum 1500 m hohen Ivan planina)

Mit dem Volujak (2336 m) befindet sich der zweithöchste Berg des Landes in der Herzegowina, genauer in der Verbandsgemeinde Gacko. Weitere hohe Berge sind die Čvrsnica (2226 m) bei Posušje und der Prenj (2226 m) bei Mostar.

### Seen

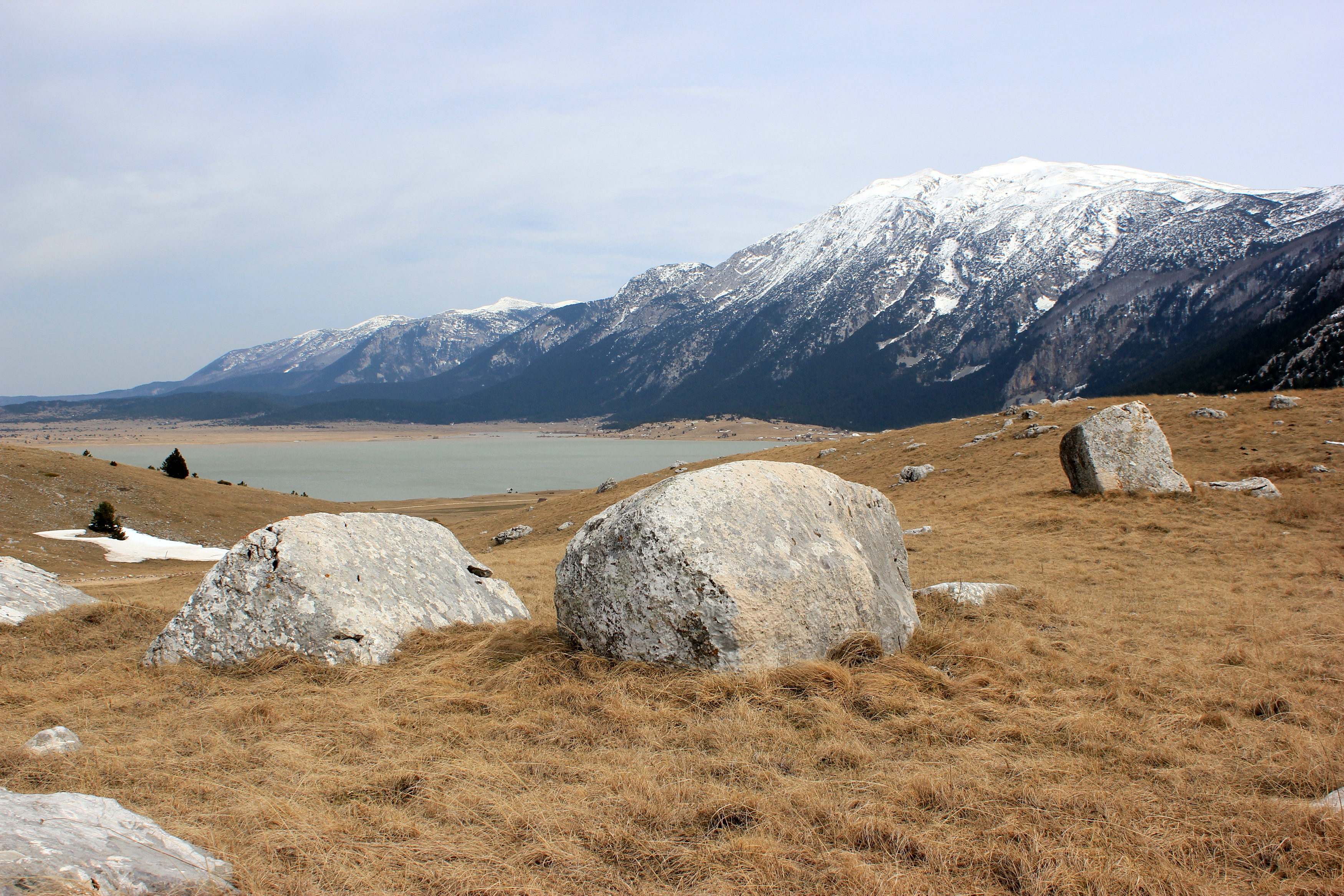
Blidinje jezero mit den Bergen der Čvrsnica im Hintergrund

Charakteristisch für Herzegowina sind kleinere Seen in den Poljen (Karstebenen), die zuweilen von ausgedehnten Sumpfgebieten umgeben sind oder waren. Der größte und zugleich höchstgelegene natürliche See ist der Blidinje jezero (3,2 km²), welcher sich in 1180 m Höhe auf einer Hochebene in den Gemeinden Posušje und Tomislavgrad befindet. Weitere bedeutende Seen sind das Sumpfgebiet Hutovo Blato und die Stauseen Jablaničko jezero, Ramsko jezero und Buško jezero.

### Flüsse
Der einzige größere Fluss ist die Neretva, die nördlich von Gacko entspringt und dann auf 218 km Länge in einem weiten Bogen die ganze Herzegowina durchfließt. Der südliche Landesteil liegt im Einzugsbereich der kleineren Trebišnjica, die an der montenegrinischen Grenze entsteht und nach 96,5 km bei Hutovo im Karst verschwindet.

## Städte
Die größte Stadt Mostar liegt im Zentrum der Herzegowina. Weitere bedeutende Orte sind Bileća, Čapljina, Stolac und Trebinje im Süden sowie Livno, Tomislavgrad, Čitluk, Ljubuški, Široki Brijeg und Posušje im Westen der Herzegowina. Die größten Orte im Norden sind Jablanica und Konjic; der Osten und Teile des Zentrums der Landschaft sind sehr dünn besiedelt.

## Geschichte

### Altertum
Die frühesten bekannten Bewohner des Gebiets der Herzegowina waren die Illyrer, die vor allem Viehzüchter waren und als solche vor allem von Schafen, Schweinen und Ziegen lebten. Im 1. und 2. Jahrhundert eroberten die Römer die illyrischen Gebiete. Im Jahr 9 n. Chr. schlugen sie den letzten Aufstand des Stammes der Daesitates in Mittelbosnien nieder und hatten von da an das Gebiet unter ihrer Kontrolle. Es entstand ein römisches Straßen- und Siedlungsnetz, das vor allem den militärischen Operationen, aber auch dem Abbau von Bodenschätzen in Bosnien diente. Das Gebiet der späteren Herzegowina war ein Teil der römischen Provinz Dalmatia. Nach Dalmatia kamen Siedler aus dem ganzen Römischen Reich, so aus Italien, Afrika, Spanien, Gallien, Germanien, Griechenland, Kleinasien, Syrien, Palästina und Ägypten. In Dokumenten, gefunden im Tal der Neretva, finden sich auch asiatische Namen. Das Christentum erreichte die römischen Städte in der Herzegowina schon früh. So wurde in den Resten einer römischen Basilika bei Stolac Münzen aus dem 4. Jahrhundert gefunden – ein Hinweis darauf, dass die Phase dieses frühen Christentums mit dem Eindringen der Goten im 3. Jahrhundert endete. Das Gebiet der Herzegowina gehörte danach zum Königreich der Ostgoten. Erst im 6. Jahrhundert konnte Justinian die Goten wieder vertreiben.

### Mittelalter

Zahumlje und Travunien im 9. Jahrhundert

Im 6. Jahrhundert wanderten die Awaren und Slawen ein. Im 7. Jahrhundert wanderten die slawischen Stämme der Kroaten und Serben ein: die Kroaten, weil sie vom byzantinischen Kaiser gerufen worden waren, um die Awaren zu vertreiben, die Serben, weil sie mit den Kroaten verbunden waren und daher mit ihnen gemeinsam einwanderten. Die Awaren wurden schließlich im 7. Jahrhundert von byzantinischen, kroatischen und bulgarischen Armeen von der Balkanhalbinsel vertrieben. Seit der Einwanderung der Slawen stand das Gebiet der Herzegowina, zwischen dem 7. und 11. Jahrhundert, zumeist unter dem Machteinfluss des Byzantinischen Reichs.
Im Mittelalter waren auf dem Gebiet der zentralen Herzegowina das Herzogtum Zahumlje, in Abhängigkeit von Byzanz, Bosnien und Serbien, und in der östlichen Herzegowina und dem nördlichen Montenegro das Herzogtum Travunien, das seit dem 11. Jahrhundert zu Kroatien, von 1180 bis 1321 zu Serbien („Raszien“) gehörte und 1322 bis 1377 zwischen Bosnien und Serbien geteilt war. Der Heilige Sava, Begründer der serbisch-orthodoxen Kirche, war Statthalter von Hum, bevor er dem weltlichen Leben entsagte und Mönch wurde. Der westliche Teil hingegen gehörte im Mittelalter zeitweise zu Kroatien und wird noch heute zum Großteil von katholischen Kroaten bewohnt.
Im Jahr 1326 annektierte der bosnische Fürst Stjepan II. Kotromanić das Land Hum und schloss damit Bosnien erstmals mit dem Kernland der späteren Herzegowina zu einer politischen Einheit zusammen. Travunien verblieb dem Serbien der Nemanjiden. Mit dem Zerfall des serbischen Reiches etablierte sich in Travunien Fürst Nikola Altomanović, der die serbische Zarenkrone für sich beanspruchte. Altomanović eroberte weite Gebiete im westlichen Zentralserbien, bevor er 1373 durch ein gemeinsames Vorgehen des bosnischen Fürsten und späteren Königs Tvrtko I. und dem serbischen Fürsten Lazar besiegt und sein Territorium zwischen den Siegern aufgeteilt wurde; Travunien selbst fiel an Bosnien. 1388 stieß erstmals eine Abteilung der Osmanen in das von Bosnien regierte Hum vor, um zu plündern. Sie wurde von Truppen unter dem einheimischen Adligen Vlatko Vuković vernichtet, der nur ein Jahr später auch das starke bosnische Heer in der Schlacht auf dem Amselfeld anführte.

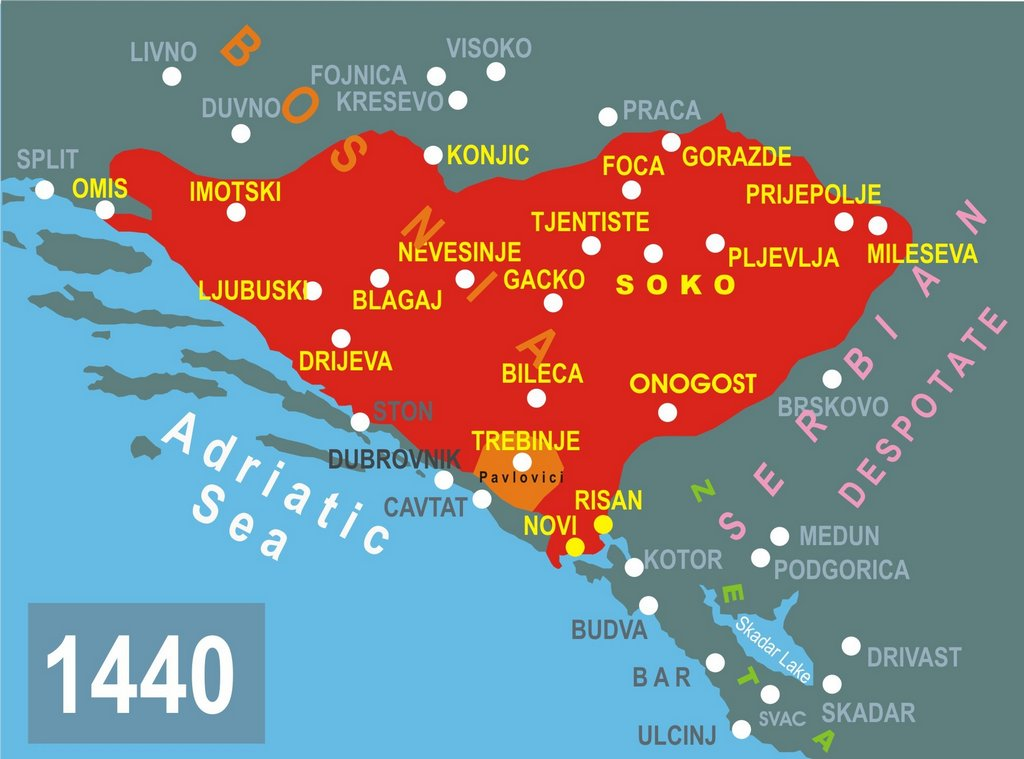
Die Herzegowina unter Stjepan Vukčić Kosača

Im 15. Jahrhundert nahmen die militärischen Einfälle der Osmanen in Bosnien zu, was zu einem Machtzuwachs für Stjepan Vukčić Kosača, den Herrscher von Hum, führte. Dieser weigerte sich nach dem Tod des bosnischen Königs Tvrtko II. 1443, dessen Nachfolger Stjepan Tomaš anzuerkennen. Nach einem darauffolgenden mehrjährigen Krieg einigte man sich 1446. Vukčić unterstützte jedoch weiterhin den serbischen Herrscher Đurađ Branković, der als halb unabhängiger Vasall der Osmanen mit dem bosnischen König um das Gebiet von Srebrenica kämpfte. Um seine Unabhängigkeit herauszustellen, gab sich Vukčić 1448 den Titel „Herzog von Hum und der Küste“, welchen er später in „Herzog von St. Sava“ änderte. Auf den von Vukčić angenommenen Titel eines Herzogs geht der heutige Name des Landes zurück. Anfang der 1450er-Jahre war Vukčić nicht nur in einen Krieg mit Ragusa verwickelt, sondern auch in einen Bürgerkrieg mit seinem ältesten Sohn. Vor dem Frühling 1453 verließ das Oberhaupt der Bosnischen Kirche das Gebiet Bosniens, um mit 40 Gefolgsleuten zu Stjepan Vukčić Kosača in die Herzegowina zu flüchten und im selben Jahr zur orthodoxen Kirche überzutreten. Im Jahr 1462 flammte der Bürgerkrieg zwischen Vukčić und seinem ältesten Sohn erneut auf, nachdem dieser die Osmanen aufgefordert hatte, bei ihrem geplanten Angriff auf Bosnien die Herzegowina gleich mit anzugreifen.

### Neuzeit und Osmanische Ära

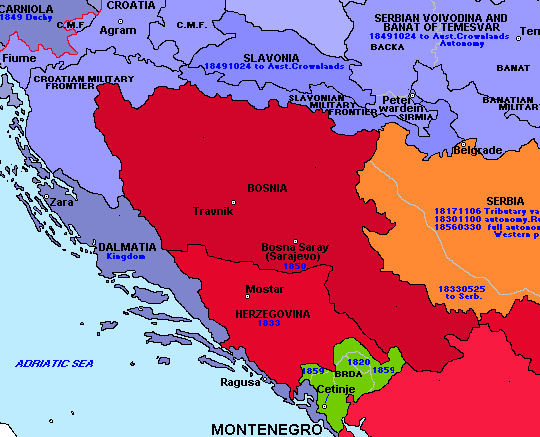
Die Herzegowina im Osmanischen Reich (hellrot und beschriftet)

Im Jahre 1463 unterwarf sich der letzte bosnische König Stjepan Tomašević dem Osmanischen Reich und wurde hingerichtet. Seine Frau Katarina Kosača-Kotromanić floh nach Rom, wo sie 1478 starb. In ihrem Testament hinterließ sie Bosnien ihren Kindern, falls diese zum katholischen Glauben zurückkehrten; andernfalls solle ihr Land an den Heiligen Stuhl fallen, letzteres trat dann ein.
Auch ein immer kleiner werdendes Kernstück der Herzegowina hielt sich nach 1463 gegen die Osmanen. Im Jahr 1465 wurde auch die Herzegowina größtenteils durch das Osmanische Reich erobert. Der „Herceg“ Stjepan Vukčić Kosača musste sich in den befestigten Hafen Novi flüchten, wo er 1466 verstarb. Der Hafen wurde ihm zu Ehren in Herceg Novi umbenannt. Sein zweiter Sohn Vlatko erbte den Herzogtitel und versuchte mit ungarischer und ragusanischer Hilfe die Reste der Herzegowina zu verteidigen. Ab den 1470er Jahren musste er den Osmanen Tribut zahlen und 1481 oder 1482 nahmen die Osmanen die letzte Festung auf herzegowinischem Gebiet ein. Bereits 1470 wurde die Herzegowina als Sandschak, wie vorher bereits der Sandschak Bosnien, ein Teil des Eyâlets Rumelien innerhalb des Osmanischen Reichs. Dieser Sandschak Herzegowina (Hersek Sancağı) mit der Hauptstadt Mostar wurde 1580 ein Teil des Paschalik Bosnien (Bosna Eyâleti). Von 1833 bis 1851 war die Herzegowina wieder von Bosnien getrennt und zum Paschalik Herzegowina (Eyâlet-i Hersek), mit einer gewissen Eigenständigkeit, erhoben. Nachdem es zwischenzeitlich Bosnien wieder angegliedert worden war, wurde die Herzegowina durch die osmanische Verwaltungsreform im Jahre 1864 abermals eine gleichwertige Verwaltungseinheit als Vilâyet Herzegowina (Hersek Vilâyeti) neben dem Vilâyet Bosnien. Städte wie Mostar und Stolac bildeten wichtige Handelsposten zwischen Dubrovnik und dem Landesinneren.

### Österreich-ungarische Besetzung bis heute

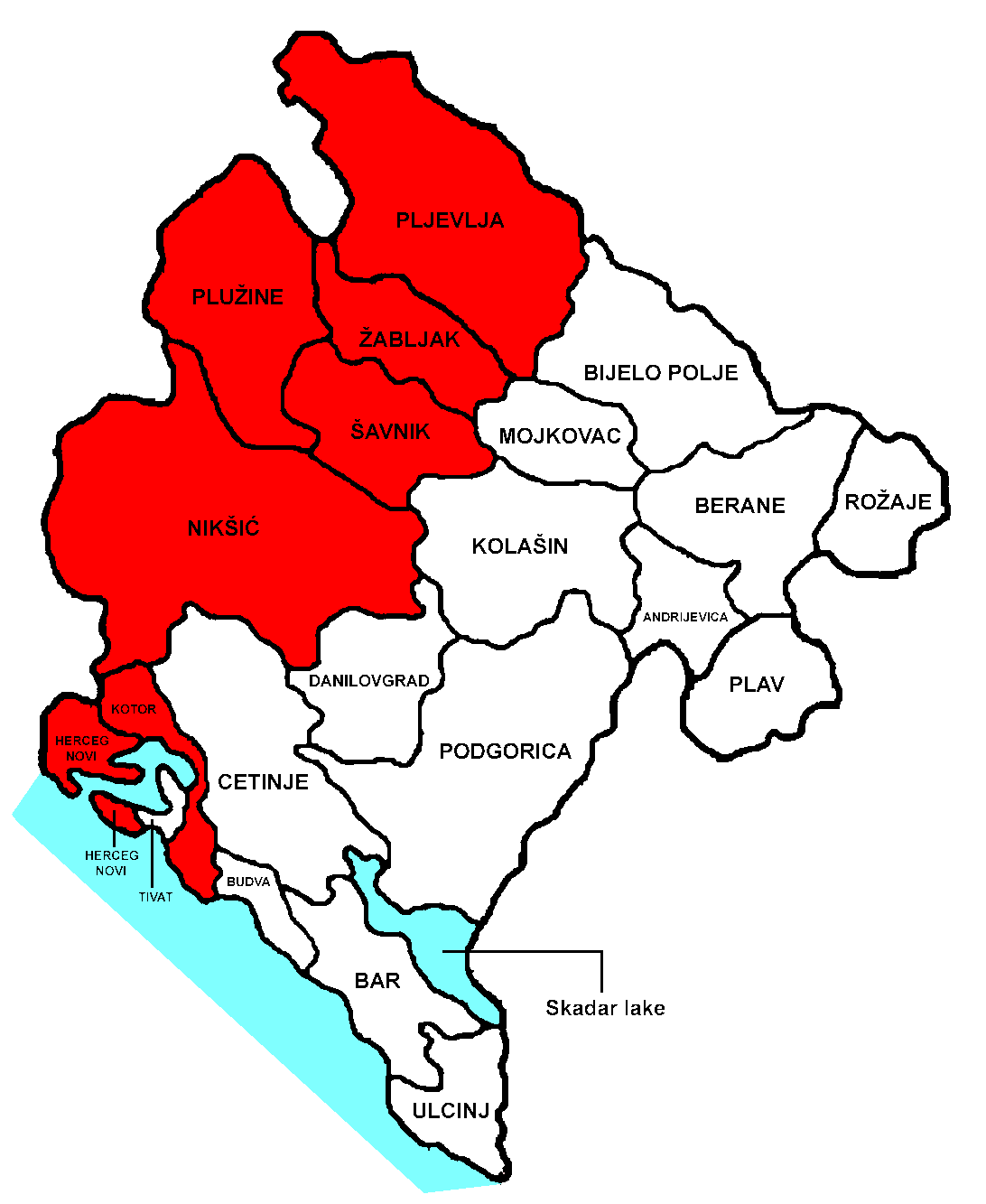
Stara Hercegovina, östlicher Teil der ehemaligen osmanischen Provinz im heutigen Montenegro

Durch den Berliner Kongress kam 1878 der größte Teil der Herzegowina als Teil von Bosnien-Herzegowina unter österreichisch-ungarische Verwaltung. Der östlichste Teil der vormaligen osmanischen Provinz Herzegowina hingegen kam zu Montenegro, zu dem dieses Gebiet, die so genannte Alte Herzegowina (Stara Hercegovina), auch heute gehört.
1908 annektierte Österreich-Ungarn Bosnien und seinen Teil der Herzegowina. Verwaltungsrechtlich war die Herzegowina danach einer von sechs Kreisen Bosniens. Dieser sogenannte Kreis Mostar umfasste zehn Bezirke mit 219.511 Einwohnern auf 9119 Quadratkilometern. Die internationalen Spannungen, welche durch die Annexion verschärft wurden, können als wichtiger Schritt auf dem Weg in den Ersten Weltkrieg gesehen werden. (Siehe auch: Bosnische Annexionskrise.)
Ab 1918 gehörte die Herzegowina zu Jugoslawien. Während der Zeit des Königreichs Jugoslawien (1929 bis 1941) bzw. seines Vorgängers, des Königreichs der Serben, Kroaten und Slowenen (1918 bis 1929), war die Herzegowina nach 1929 zwischen den neu gebildeten Banschaften Zeta und Küste aufgeteilt. Von 1939 bis 1941 gehörte die Banschaft Küste und mit ihr die westliche Herzegowina zur Banschaft Kroatien, während die östliche Herzegowina in der Banschaft Zeta verblieb. Nach dem Balkanfeldzug des Deutschen Reiches und der Kapitulation des Königreichs Jugoslawiens im Jahr 1941 wurde die Herzegowina Teil des Unabhängigen Staates Kroatien. Nach dem Zweiten Weltkrieg wurde die gesamte Herzegowina Teil der Sozialistischen Republik Bosnien und Herzegowina innerhalb des nun kommunistischen Jugoslawiens.

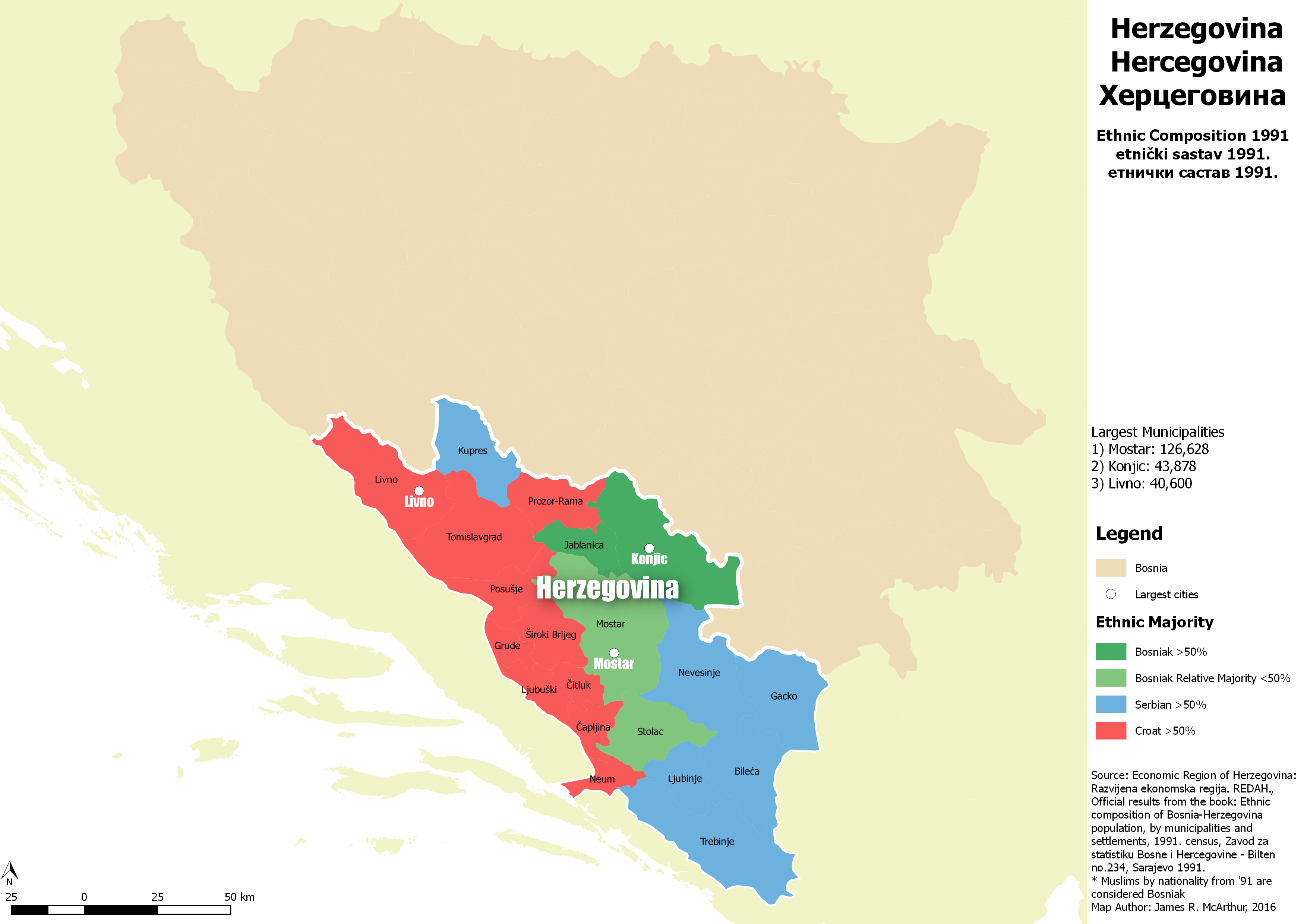
Ethnische Zusammensetzung der Herzegowina vor dem Bosnienkrieg (1991).

Im Balkankonflikt war die Herzegowina einer der Hauptkriegsschauplätze. Vom Süden des Landes aus wurde 1991 Dubrovnik von Truppen der Jugoslawischen Volksarmee (JNA) bombardiert. Als 1992 auch der Bosnienkrieg ausbrach, kam es zu blutigen Zusammenstößen, zuerst nur zwischen Serben auf der einen und Bosniaken und Kroaten auf der anderen Seite. Als jedoch die Kroaten Bosniens und Herzegowinas die Republik Herceg-Bosna ausriefen, kam es auch zu Kämpfen zwischen Bosniaken und Kroaten, wobei es zu sogenannten ethnischen Säuberungen kam. Während dieser Kämpfe wurde die berühmte Alte Brücke von Mostar im Jahre 1993 durch kroatische Streitkräfte des HVO zerstört. Mostar wurde seitdem zur geteilten Stadt und die Kommunikation zwischen dem bosniakischen Ost- und dem kroatischen West-Mostar brach fast komplett ab. Bereits 1996 begann die Rekonstruktion der Brücke, die 2004 abgeschlossen wurde.
Erst im Januar 2004 wurde auf Drängen Paddy Ashdowns eine Regelung getroffen, durch die Mostar wieder zu einer einzigen Verwaltungseinheit wurde, allerdings mit Sonderstatus und strengen Schutzbedingungen.
Die Herzegowina ist heute politisch dreigeteilt: Der Osten um Trebinje ist Teil der Republika Srpska. Westen, Mitte und Norden gehören zur Föderation Bosnien-Herzegowina, wobei der Westen den kroatisch geprägten Kanton West-Herzegowina und Norden und Mitte um Mostar den binationalen (bosniakisch-kroatischen) Kanton Herzegowina-Neretva bilden.

## Wappen
„Für die Herzegowina (Herzogsland) findet sich folgendes Wappen angegeben: Im rothen Felde ein von rechts kommender nackter Arm, welcher eine zersplitterte Turnierlanze hält. Nach anderer Angabe im rothen Felde drei weiße Schrägrechtsbalken, der mittlere oben mit einem kleinen rothen Kreuzchen belegt. (Wappen des Stefan Vukčić, seit 1448 »Herzog vom heiligen Sava«, Beherrscher der nach diesem Titel benannten Herzegowina.)“

## Galerie

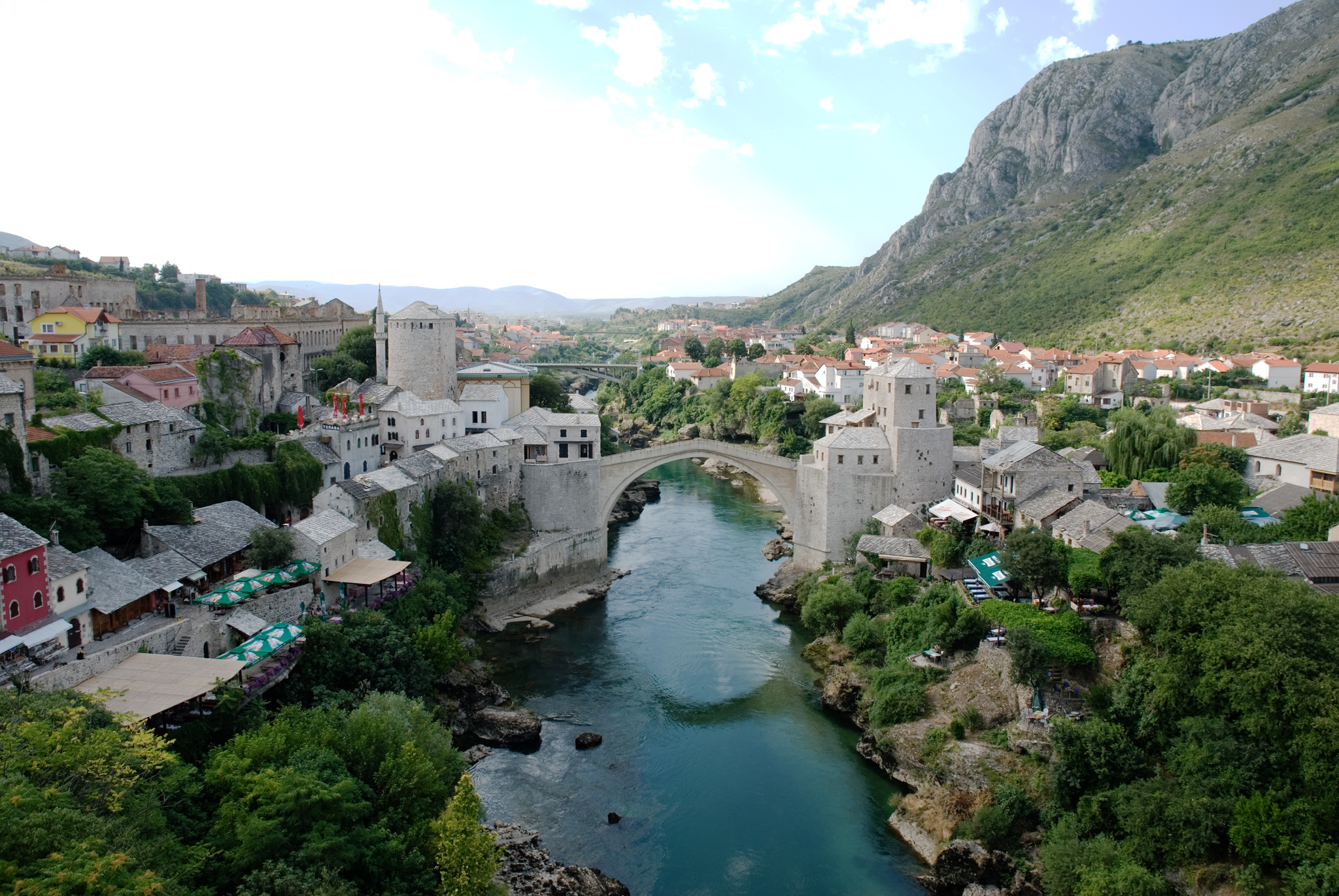
Mostar, mit der Brücke über die Neretva (Stari most)
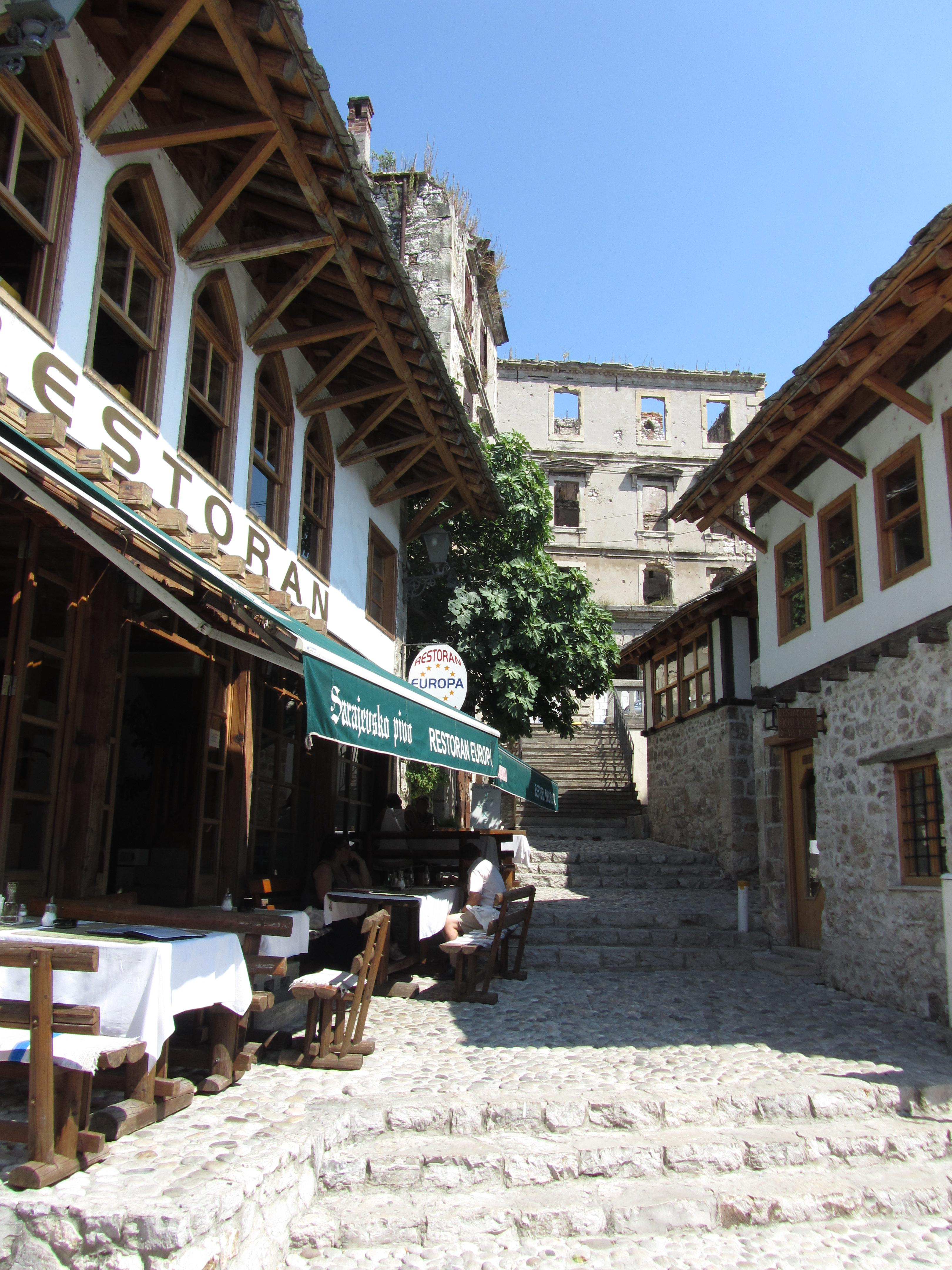
Mostar, östliche Altstadt mit Blick auf ein kriegszerstörtes Gebäude
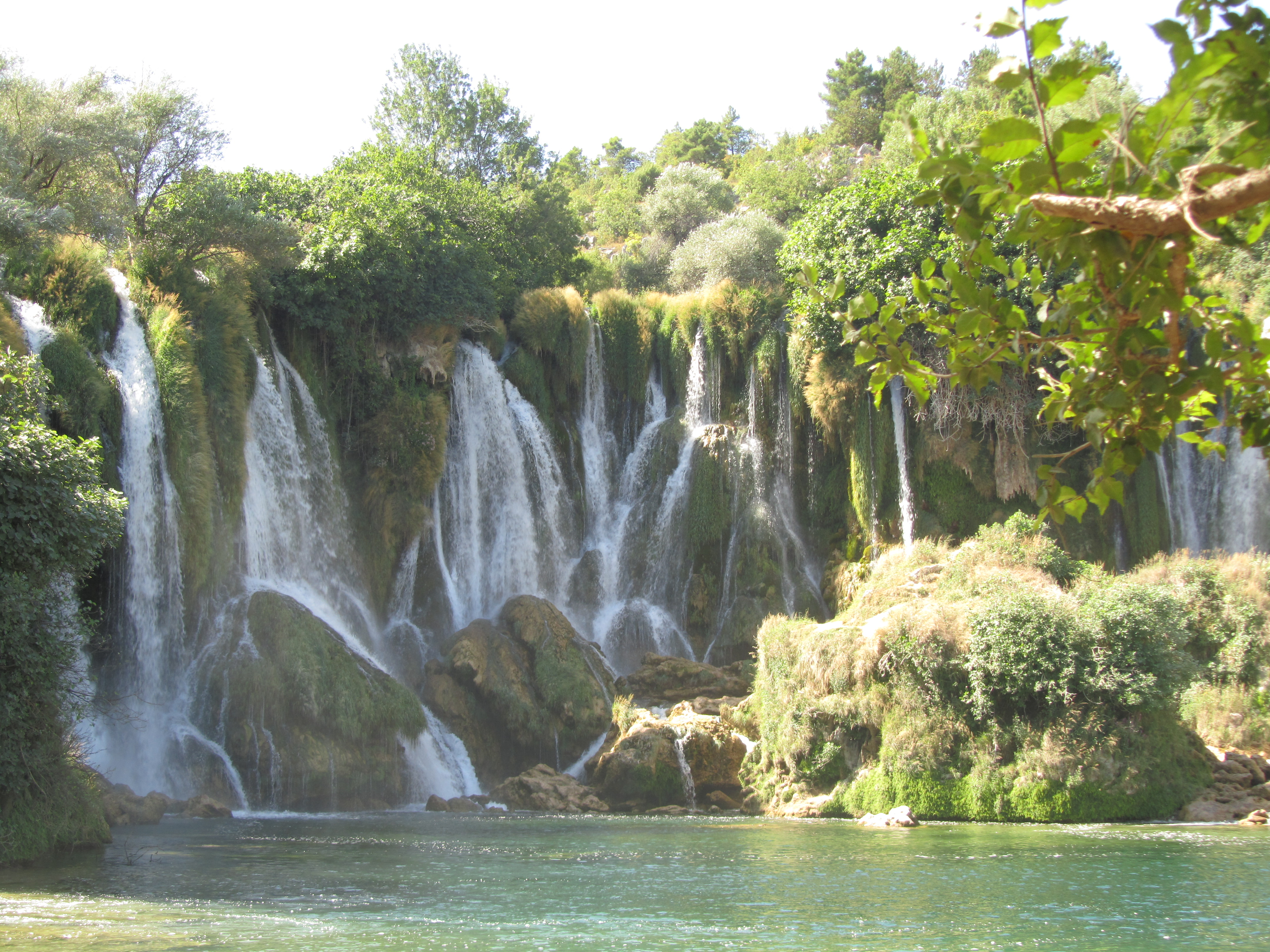
Kravica-Wasserfälle bei Ljubuški
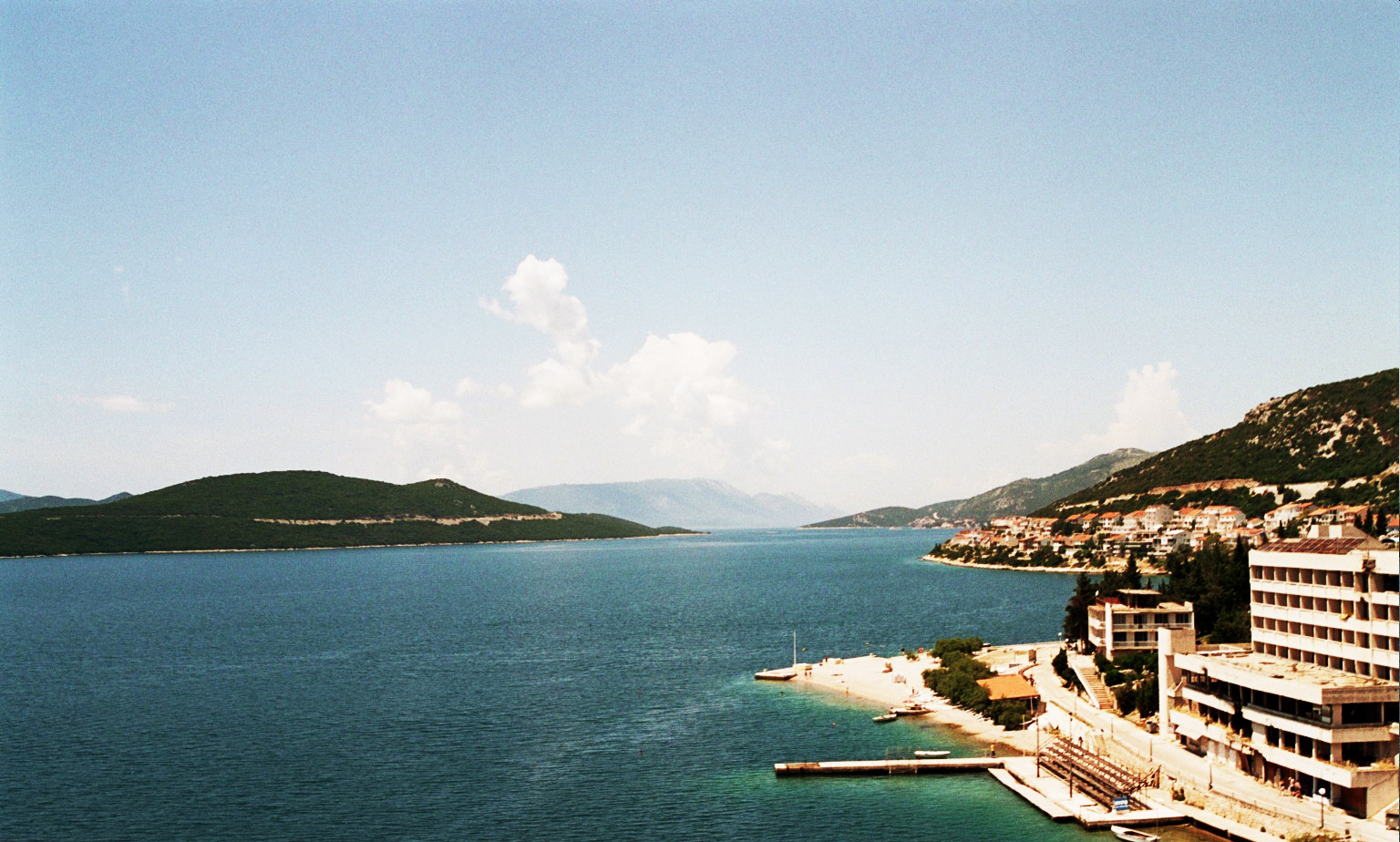
Neum, an der Adria
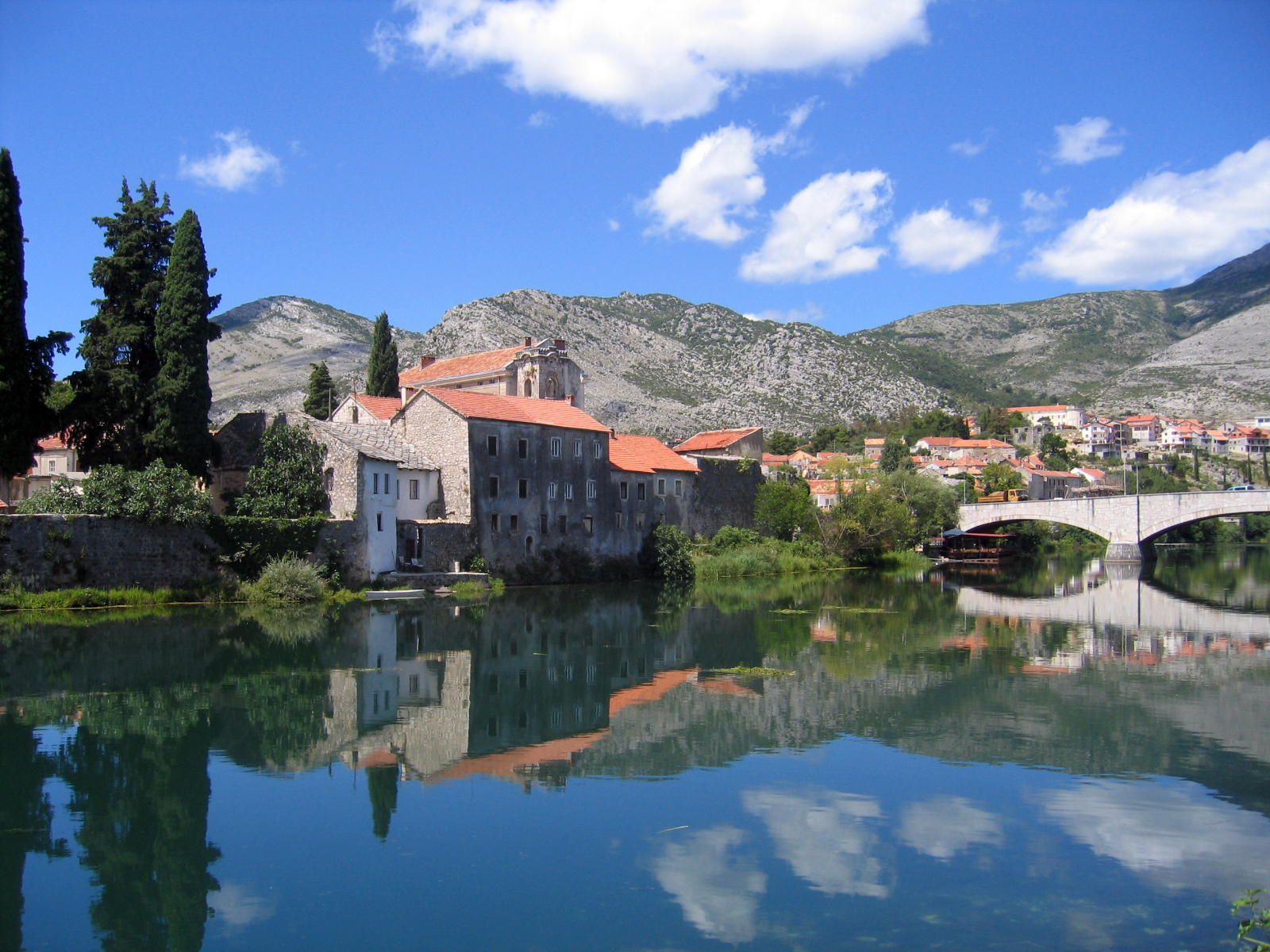
Trebinje
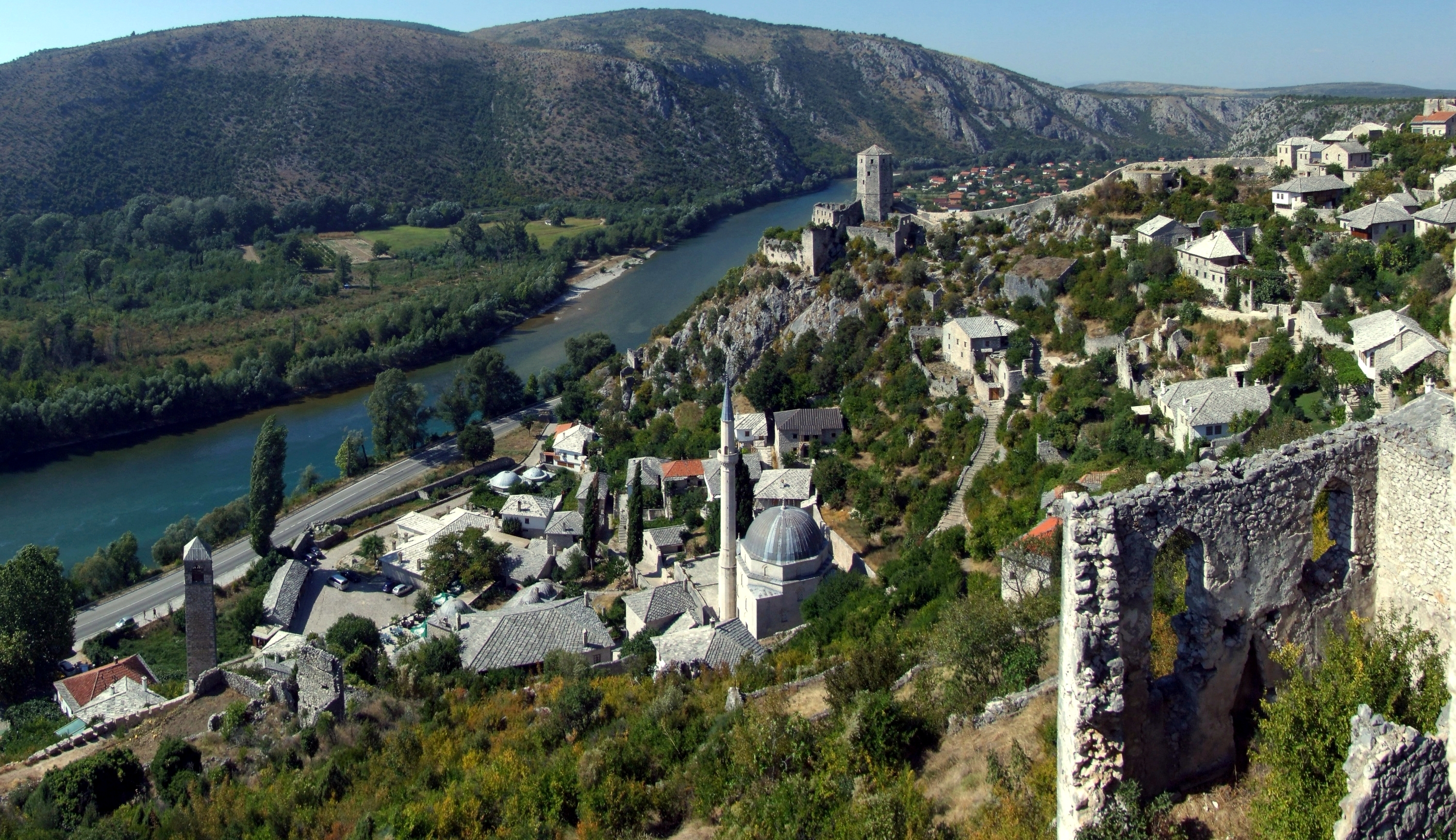
Počitelj, Blick auf die Stadt
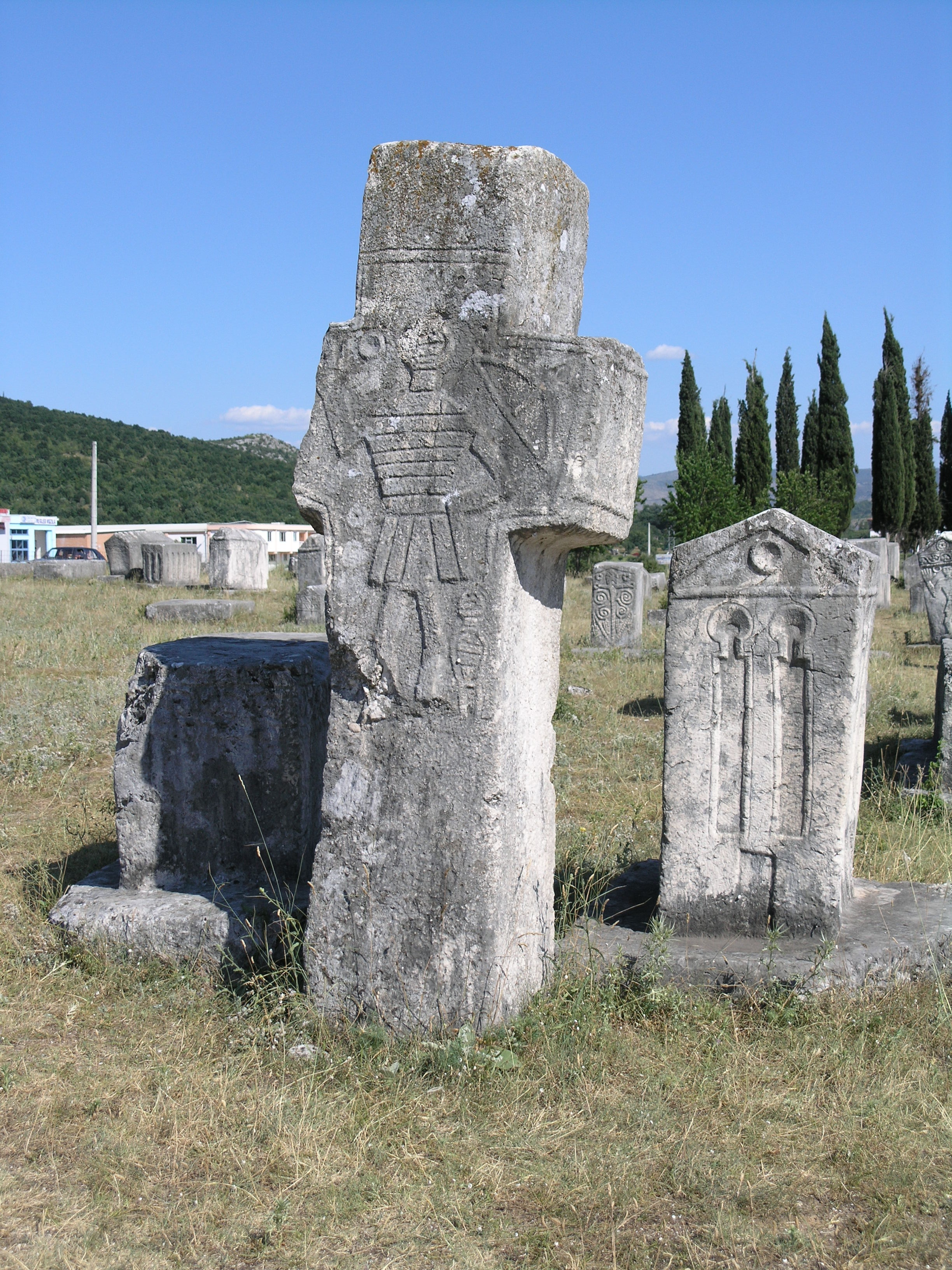
Ein Stećak (Gräberfeld Radimlja)